# Head South
Pour plus de détails, voir Fiche technique et Distribution.
Head South est un film néo-zélandais, écrit et réalisé par Jonathan Ogilvie, sorti en 2024. 
L'histoire suit un adolescent, Angus (incarné par Ed Oxenbould), qui rêve de devenir musicien professionnel à la tête de son groupe de musique amateur, dans la Nouvelle-Zélande des années 1970. Le récit a pour élément central le passage à l'âge adulte.
Head South est diffusé pour la première fois le 25 janvier 2024 lors du Festival international du film de Rotterdam, avant de sortir en Nouvelle-Zélande le 31 octobre 2024.

## Synopsis
L'histoire se déroule à Christchurch en 1979. Le film s'ouvre sur une série de photographies en noir et blanc de la ville, capturant l'esthétique urbaine de l'époque. 
Angus, un adolescent issu de la classe moyenne, et son ami Jamie croisent Holly, une jeune femme énigmatique, après un léger accident de vélo. Devant le magasin Middle Earth Records, ils sont moqués par Malcolm, le chanteur du groupe local The Cursed. Malgré l'humiliation, Angus est intrigué par cette scène musicale underground. Angus reçoit un disque de Public Image Limited par son frère Rory, mais il est endommagé. Il se rend alors chez Middle Earth Records pour le remplacer, où Fraser, le gérant, lui fait découvrir le son post-punk. Cette expérience élargit ses horizons et l'incite à adopter une nouvelle apparence, inspirée de Malcolm.
Pour impressionner Malcolm, Angus prétend faire partie d'un groupe nommé The Daleks, qui n'existe cependant que dans son imagination. Il rencontre cependant la très attirante Holly, puis Kirsten, une employée de pharmacie qui est une talentueuse guitariste, et envisage de former un véritable groupe avec elle. Angus est toutefois confronté aux moqueries de ses pairs et a une relation tendue avec son père, Gordon. Il tente de naviguer entre ses aspirations musicales et les attentes familiales, tout en gérant les conséquences de ses mensonges. Avec l'aide de Kirsten, Angus commence à répéter pour un concert en première partie de The Cursed. Ils utilisent un clavier électronique pour les percussions et s'entraînent intensivement, malgré les obstacles logistiques et émotionnels. Le soir du concert, Angus est paralysé par le trac. La présence de ses parents dans le public et le soutien de Jamie l'aident à surmonter sa peur. Cependant, un incident technique provoque une explosion sur scène, révélant que The Cursed n'interprète que des reprises et mettant en lumière l'authenticité des Daleks. 
Après le concert, Angus célèbre avec ses amis, mais une dispute avec Kirsten survient lorsqu'il part avec Holly. Une confrontation avec le proxénète de Holly pousse Angus à remettre en question ses choix et à affirmer ses valeurs. De retour chez lui, Angus apprend la mort de ses parents dans un accident de voiture. Il partage cette nouvelle avec Kirsten, cherchant du réconfort et une connexion sincère. Le film se conclut sur une note de croissance personnelle, Angus étant témoin de son passage à l'âge adulte après avoir traversé des épreuves qui l'ont transformé.

## Fiche technique
- Titre original : Head South
- Réalisation : Jonathan Ogilvie[1]
- Scénario : Jonathan Ogilvie
- Musique : Shayne Carter
- Photographie : John Chrisstoffels
- Production : Mat Govoni, Antje Kulpe[1]
- Société de production : Black Frame
- Société de distribution : Label Distribution
- Budget : 3,8 millions de dollars
- Pays de production :  Nouvelle-Zélande
- Durée : 98 minutes
- Dates de sortie :
  - Pays-Bas : 25 janvier 2024 (Festival international du film de Rotterdam)
  - Royaume-Uni : 18 octobre 2024[4]
  - Nouvelle-Zélande : 31 octobre 2024[5]
  - Australie : 3 avril 2025[6]
- Classification :
  - Nouvelle-Zélande : interdit aux moins de 16 ans lors de sa sortie[7]

## Distribution
- Ed Oxenbould : Angus
- Marton Csokas : Gordon[5]
- Stella Bennett alias BENEE : Kirsten
- Roxie Mohebbi : Holly[6]
- Jackson Bliss : Fraser[7]
- Demos Murphy : Malcolm
- Oscar Phillips : Stuart
- Toby Cammock-Elliot : Piper
- Janice Gray : Tante Jessica
- Trendall Pulini : Jamie

## Production

### Conception
En 2021, juste après la sortie de son précédent film Lone Wolf, Jonathan Ogilvie écrit le scénario de Head South et le transmet à Antje Kulpe, l'une des futures productrices du film, qui trouve le projet formidable. 
Ogilvie s'inspire pour le film de sa propre expérience en tant que membre d'un groupe de musique post-punk, YFC. En conséquence, Head South est un récit semi-autobiographique. Selon le réalisateur, il s'agit d'une « histoire presque vraie » car « tout dedans est arrivé, principalement à moi ». Le thème central du film est le passage à l'âge adulte, qui structure le récit,. 

### Financement
Le film est en partie financé par la New Zealand Film Commission (en) et la société Head South Cohort. Il est produit par Mat Govoni et Antje Kulpe, qui ont déjà travaillé ensemble sur un précédent film de Jonathan Ogilvie, sorti en 2021, Lone Wolf. En avril 2021, IF Magazine indique que le projet se trouve aux dernières étapes du financement, avant un début du tournage au printemps. Le budget final, « serré » selon ABC, est de seulement 3,8 millions de dollars néo-zélandais (environ 3,4 millions de $). La production de Head South bénéficie d'un assouplissement spécifique des restrictions Covid-19 qui facilite les voyages entre l'Australie et en Nouvelle-Zélande. 

### Tournage
Selon Stuff, le tournage est effectué entièrement à Christchurch, ce qui représente un défi car les séismes de 2010 et de 2011 ont durement frappé l'Île du Sud et en particulier Christchurch. Il est donc difficile pour les équipes de reconstituer un environnement visuellement similaire aux années 1970. Un travail important est aussi effectué sur les costumes pour qu'ils reflètent l'atmosphère de cette époque et pas seulement l'esthétique punk. La production parvient en revanche assez facilement à reconstituer les environnements des années 1970 en utilisant du mobilier et de la décoration d'époque, car « Les Néo-Zélandais ont tendance à être des collectionneurs ».

### Bande originale
La bande originale est réalisée par le musicien Shayne Carter, avec la participation de l'autrice-compositrice-interprète BENEE, qui est également présente en tant qu'actrice. Le label indépendant Flying Nun Records est chargé de la distribution de la bande originale,,.

## Accueil

### Sortie et festivals
Head South est montré pour la première fois au Festival international du film de Rotterdam le 25 janvier 2024, avant d'être projeté dans les cinémas néo-zélandais à partir du 31 octobre 2024. Il est aussi diffusé lors du Festival international du film de Melbourne et lors du Festival du film de Sydney. Le 3 avril 2025, il sort en Australie et est projeté dans des cinémas des principales villes du pays.
Au moment de la sortie du film, son réalisatreur Jonathan Ogilvie appelle à un « coup d'État culturel » pour « être fier de nos propres histoires » et prouver que la scène musicale néo-zélandaise, de Christchurch en particulier, n'est pas inférieure à celle de Londres, qu'il cite toutefois comme une influence majeure. Il vise notamment les plateformes de streaming d'origine américaine.

### Critiques
Le film reçoit un bon accueil. Le British Film Institute le présente comme « l'un des grands films néo-zélandais », tandis qu'il figure dans le top 10 des films océaniens les mieux classés en 2024 sur Letterboxd. Sur Rotten Tomatoes, il obtient un score de 100 %. Jonathan Ogilvie se réjouit de la réception positive de son film, expliquant être « ravi que Head South parle non seulement à ceux qui ont d’abord vécu l’exubérance du post-punk, mais aussi à une jeune génération qui s’identifie aux angoisses et aux triomphes des personnages ».
The New Zealand Herald en fait une critique positive et met en avant le travail du directeur de la photographie, John Chrisstoffels, qui « s'attarde sur les détails des commerces et des maisons du film, vous donnant une sensation pour le temps, et le département d'art a fait un travail impressionnant avec les décors, en particulier les maisons ». Le journal loue également le jeu d'acteur d'Ed Oxenbould et sa « performance remarquable dans le rôle d'Angus, qui rend parfaitement compte de la naïveté indispensable pour croire à l'évolution du personnage ».
Pour The Press, le film est une « une combinaison délicieuse et très appréciée entre un film de John Hughes des années 80 (comme Pretty in Pink ou Ferris Bueller) et Sing Street de John Carney ». Le journal loue la performance de BENEE en tant qu'actrice et estime que « c'est Bennett qui vole la vedette, transformant la traditionnelle « meilleure amie » en un personnage complexe, doté d'une bonne dose d'audace et de charisme » ; il fait aussi l'éloge des costumes et des décors. Cependant, The Press regrette la « fin abrupte et pessimiste », qui constitue selon lui le « seul bémol du film ».
Peter Bradshaw de The Guardian, attribue trois étoiles sur cinq à Head South et exprime un avis mitigé. Il trouve le film globalement divertissant, mais critique sa fin brutale qu'il juge lui aussi « déconcertante » et certains « moments bizarres ».
Rolling Stone Australia trouve le film « touchant » et note les nombreux easter eggs qu'il renferme, liés à l'histoire du cinéma ou de la musique, comme le cri Wilhelm ou les références à Stanley Kubrick.